# Thorsten Uthmeier

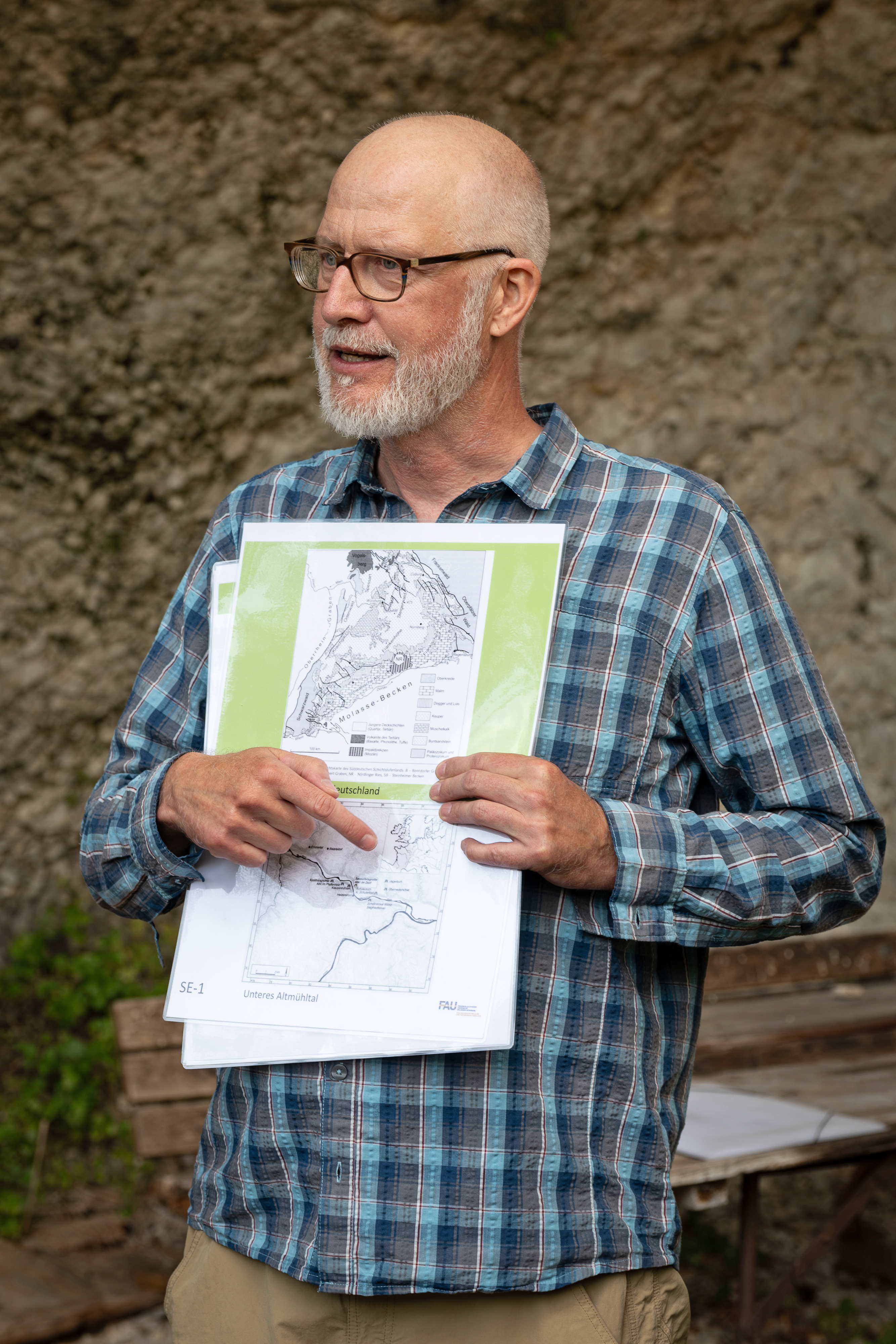
Thorsten Uthmeier (2023)

Thorsten Uthmeier (* 22. April 1966 in Hilden) ist ein deutscher Prähistorischer Archäologe. Er ist ein Experte für die Altsteinzeit und die Urgeschichte Bayerns.

## Wissenschaftlicher Werdegang
Thorsten Uthmeier wuchs in Hamm (Westfalen) auf. Nach dem Abitur absolvierte er ein Studium der Ur- und Frühgeschichte, Klassischen Archäologie und Soziologie an der Universität zu Köln. Nach seinem Abschluss als Magister artium Jahr 1995, erhielt Uthmeier 1995 bis 1997 das Promotionsstipendium der „Graduiertenförderung des Landes Nordrhein-Westfalen“. 1998 wurde er bei Jürgen Richter, an der Universität zu Köln, mit seiner Arbeit „Micoquien, Aurignacien und Gravettien in Bayern“ promoviert. Nach seiner Promotion war er bis 1999 als Mitarbeiter im Projekt Archäologische Prospektion der Abbaukanten der Stiftung zur Förderung der Archäologie im Rheinischen Braunkohlerevier tätig. Anschließend arbeitete Thorsten Uthmeier von 1999 bis 2009 als wissenschaftlicher Assistent am Institut für Ur- und Frühgeschichte der Universität zu Köln.
Von 2000 bis 2006 leitete er gemeinsam mit Jürgen Richter das DFG-Projekt „Funktionale Variabilität im späten Mittelpaläolithikum der Halbinsel Krim, Ukraine“. Auf diesem Projekt basiert seine Habilitationsschrift mit dem Titel „Landnutzungsmuster im Mittelpaläolithikum der Halbinsel Krim, Ukraine: Ein Beitrag zur Ökonomie und Soziologie der Neandertaler“, welche er 2005 an der Universität zu Köln einreichte. Im selben Jahr erhielt Uthmeier den Preis der Offermann-Hergarten-Stiftung zur Förderung besonderer geisteswissenschaftlicher Leistungen an der Philosophischen Fakultät der Universität zu Köln und übernahm gleichzeitig bis ins Jahr 2006 die Vertretung des Lehrstuhls für Vorgeschichte (Jens Lüning) an der Universität Frankfurt am Main. Auf seine Habilitation folgend, erhielt er im Jahr 2006 die Venia Legendi für das Fachgebiet der Ur- und Frühgeschichte.
2007 vertrat er den Lehrstuhl des Instituts für Vor- und Frühgeschichtliche Archäologie und Provinzialrömische Archäologie (Lehrstuhl Prof. Volker Bierbrauer) am Department für Kulturwissenschaften und Altertumskunde der Universität München. Von 2009 bis 2010 arbeitete er als wissenschaftlicher Mitarbeiter im Sonderforschungsbereich 806 an der Universität zu Köln.
Thorsten Uthmeier ist seit 2010 Lehrstuhlinhaber am Institut für Ur- und Frühgeschichte der Universität Erlangen. Von 2011 bis 2021 war er Präsident des Vorstandes der Hugo Obermaier-Gesellschaft. Seit 2013 ist er Mitglied der Preisfindungsgruppe für den von der Stadt Heidenheim ausgelobten Kurt-Bittel-Preis für Süddeutsche Altertumskunde.

## Schriften (Auswahl)
Monographien
- Thorsten Uthmeier: Micoquien, Aurignacien und Gravettien in Bayern (= Archäologische Berichte. Band 18). Rudolf Habelt, Bonn 2004 (Digitalisat).
- Victor P. Chabai, Jürgen Richter, Thorsten Uthmeier (Hrsg.): Kabazi II: Last interglacial occupation, environment and subsistence. The Palaeolithic Sites of Crimea, Vol. 1. Simferopol/Köln 2005.
- Victor P. Chabai, Jürgen Richter, Thorsten Uthmeier (Hrsg.): Kabazi II: 70.000 Years after the last Interglacial. The Palaeolithic Sites of Crimea, Vol. 2. Simferopol/Köln 2006.
- Victor P. Chabai, Jürgen Richter, Thorsten Uthmeier (Hrsg.): Kabazi V: Interstratification of Micoquian and Levallois-Mousterian camp sites, Part I. The Palaeolithic Sites of Crimea, Vol. 3. Simferopol/Köln 2007.
- Victor P. Chabai, Jürgen Richter, Thorsten Uthmeier (Hrsg.), Kabazi V: Interstratification of Micoquian and Levallois-Mousterian camp sites, Part II. The Palaeolithic Sites of Crimea, Vol. 4. Simferopol/Köln 2008.

Aufsätze
- Thorsten Uthmeier: The Transition from Middle- to Upper Palaeolithic at Buran Kaya III, Crimea (Ukraine): a case of conceptual continuity of lithic artefact manufacture? In: A. Pastoors & M. Peresani (Hrsg.): Flakes not Blades: The Role of Flake Production at the Onset of the Upper Palaeolithic (= Wissenschaftliche Schriften des Neanderthal Museums. Band 5). Mettmann 2012, S. 239–260.
- Thorsten Uthmeier, Holger Kels, Wolfgang Schirmer, Utz Böhner: Neanderthals in the cold: Middle Palaeolithic ites from the open-cast mine of Garzweiler, Northrhine-Westfalia (Germany). In: N. J. Conard & J. Richter (Hrsg.): Neanderthal lifeways, Subsistence and Technology. Dordrecht/Heidelberg/London/New York 2011, S. 25–42.
- Th. Uthmeier, S. Ickler, M. Kurbjuhn: Site Catchment Analysis in the Late Middle Palaeolithic of Crimea: a GIS Based Approach. In: V. P. Chabai, J. Richter & Th. Uthmeier (Hrsg.): Kabazi V: Interstratification of Micoquian and Levallois-Mousterian camp sites, Part II. The Palaeolithic Sites of Crimea, Vol. 4. Simferopol/Köln 2008, S. 481–508.

Handbücher
- Thorsten Uthmeier, Doris Mischka: Steinzeit in Bayern. wbg Theiss, 2023, ISBN 978-3-8062-4449-6